# Pseudomyrmex pallidus
Pseudomyrmex pallidus é uma espécie de formiga do género Pseudomyrmex, subfamilia Pseudomyrmecinae. Foi descrita por Smith em 1855.
Encontram-se no sul dos Estados Unidos e em América Central.

## Morfologia
Os trabalhadores são amarelos, laranjas ou marrones. São delgados com olhos grandes, escapes antenales curtos e um ferrão bem desenvolvido. Os largos da cabeça medem 0,68 a 0,89 milímetros. A superfície da cabeça é brilhante, devido à falta de uma fina capa de cabelo. Os trabalhadores de Pseudomyrmex pallidus são monomórficos.

## Habitat
Os ninhos desta espécie encontram-se nos tallos ocos das ervas morridas. Ainda que mostram preferência pelas plantas herbáceas, também se encontraram ninhos nos talos morridos de ramitas lenhosas. Os ninhos encontram-se geralmente na interseção de habitats herbáceos e arborizados, possivelmente devido à sombra do dosel nos meses mais quentes e a exposição à luz solar nos meses mais frios. A entrada à colónia consiste numa entrada redonda a oblonga que mede de 1 a 2 mm (0,04 a 0,08 polegadas) na cara do talho, e pode ser facilmente obstruida pelo corpo de um sozinho trabalhador para evitar o acesso dos depredadores à criança. Os talos que contêm Pseudomyrmex pallidus medem de 5 a 10 mm (0,20 a 0,39 polegadas) de diâmetro e as câmaras escavadas medem 11,8 a 72 cm (4,6 a 28,3 polegadas) de longo.

## Dieta
As colónias criadas no laboratório aceitarão facilmente a solução de sacarosa e as partes morridas de insetos como fonte de alimento, o que sugere que seu dieta no campo consiste em secreções florais como néctar e presas de insetos. Os armazéns de alimentos não se encontram em ninhos colectados no campo, nem também não em colónias criadas em ninhos de observação de laboratório. Isto implica que qualquer alimento que se introduza no ninho serve para alimentar directamente aos colegas de ninho e às larvas.

## Estrutura da colónia
As colónias são facultativamente poligínicas, e constam de 1 a 15 formigas reinas e de 20 a 200 operárias. As colónias também são polidomonas, onde uma colónia consta a mais de um lugar de agrupamento. Encontraram-se colónias sem rainha que só contêm criança e operárias, o que sugere que estas funcionam como lugares auxiliares de criança. Os trabalhadores produzem-se durante todo o ano, ao igual que as fêmeas reproductoras. No entanto, parece que os machos só se produzem durante o verão e as temporadas de outono, já que estão ausentes dos ninhos colectados no inverno.

## Apareamiento
As fêmeas reproductoras podem-se colectar das colónias durante todo o ano, o que indica que o apareamento ocorre em mais de uma temporada.